# Willem VI van Monferrato
Willem VI van Monferrato (1170 - 24 september 1225) was een zoon van Bonifatius I van Monferrato en Helena del Bosco.
Hij volgde zijn vader in 1207 op als markgraaf van Monferrato.
Willem huwde in 1187 met Sophia van Hohenstaufen, die al hetzelfde jaar overleed. In 1202 hertrouwde hij met Bertha van Clavesana (1180-1224), dochter van Bonifatius, markgraaf van Clavesana en had met haar drie kinderen:
- Bonifatius II (1203-1253)
- Beatrix (1210-1274), gehuwd met Andreas van Bourgondië,
- Adelheid (- 1232), gehuwd met Hendrik I van Cyprus.